# The Singularity (Phase II - Xenotaph)
The Singularity (Phase II - Xenotaph) è il settimo album in studio del gruppo musicale metal svedese Scar Symmetry, pubblicato nel 2023.

## Tracce
1. Chrononautilus – 5:04
2. Scorched Quadrant – 5:04
3. Overworld – 3:51
4. Altergeist – 6:12
5. Reichsfall – 5:14
6. Digiphrenia Dawn – 5:31
7. Hyperborean Plains – 5:07
8. Gridworm – 5:06
9. A Voyage with Tailed Meteors – 4:54
10. Soulscanner – 4:07
11. Xenotaph – 7:50

## Formazione
- Per Nilsson – chitarra, basso, tastiere
- Roberth Karlsson – chitarra, voce "growl" cori
- Lars Palmqvist – voce "pulita", cori
- Ben Ellis – chitarra
- Henrik Ohlsson – batteria